# Cullinan (Afrique du Sud)
Pour les articles homonymes, voir Cullinan.
Cullinan est une petite ville d'Afrique du Sud, située dans le Gauteng à 30 km à l'est de Pretoria. La ville a été dénommée du nom du magnat du diamant, Sir Thomas Cullinan. Elle est gérée par la municipalité de Tshwane.

## Histoire
La ville de Cullinan doit son existence à l'exploitation des diamants. 
En 1898, Thomas Cullinan reçoit un diamant de trois carats trouvé le long d'une clôture d'une ferme. En étudiant la zone de sa provenance, il est arrivé à la conclusion que le diamant avait été emporté par les eaux d'une colline voisine. Thomas Cullinan essuie un refus d'achat du terrain par le propriétaire, Willem Petrus Prinsloo. Après la mort de Prinsloo, il a pu acheter le terrain pour 52 000 £ à sa fille, Maria Prinsloo avec le consentement de ses frères, Joachim et Willem. La kimberlite de Cullinan a été découverte en 1902, puis, en 1903, les premières excavations à ciel ouvert furent établies. La mine a été nommée Mine Premier.
Le 25 juin 1905, le célèbre diamant Cullinan, le plus grand du monde avec 3 106 carats (621,2 g), a été découvert par Frederick George Stanley Wells, directeur de surface de la compagnie minière diamantaire Mine Premier. Il a été acheté par le gouvernement du Transvaal et présenté au roi Édouard VII.